# Notonecta undulata
Notonecta undulata är en insektsart som beskrevs av Thomas Say 1832. Notonecta undulata ingår i släktet Notonecta och familjen ryggsimmare. Inga underarter finns listade i Catalogue of Life.

## Bildgalleri

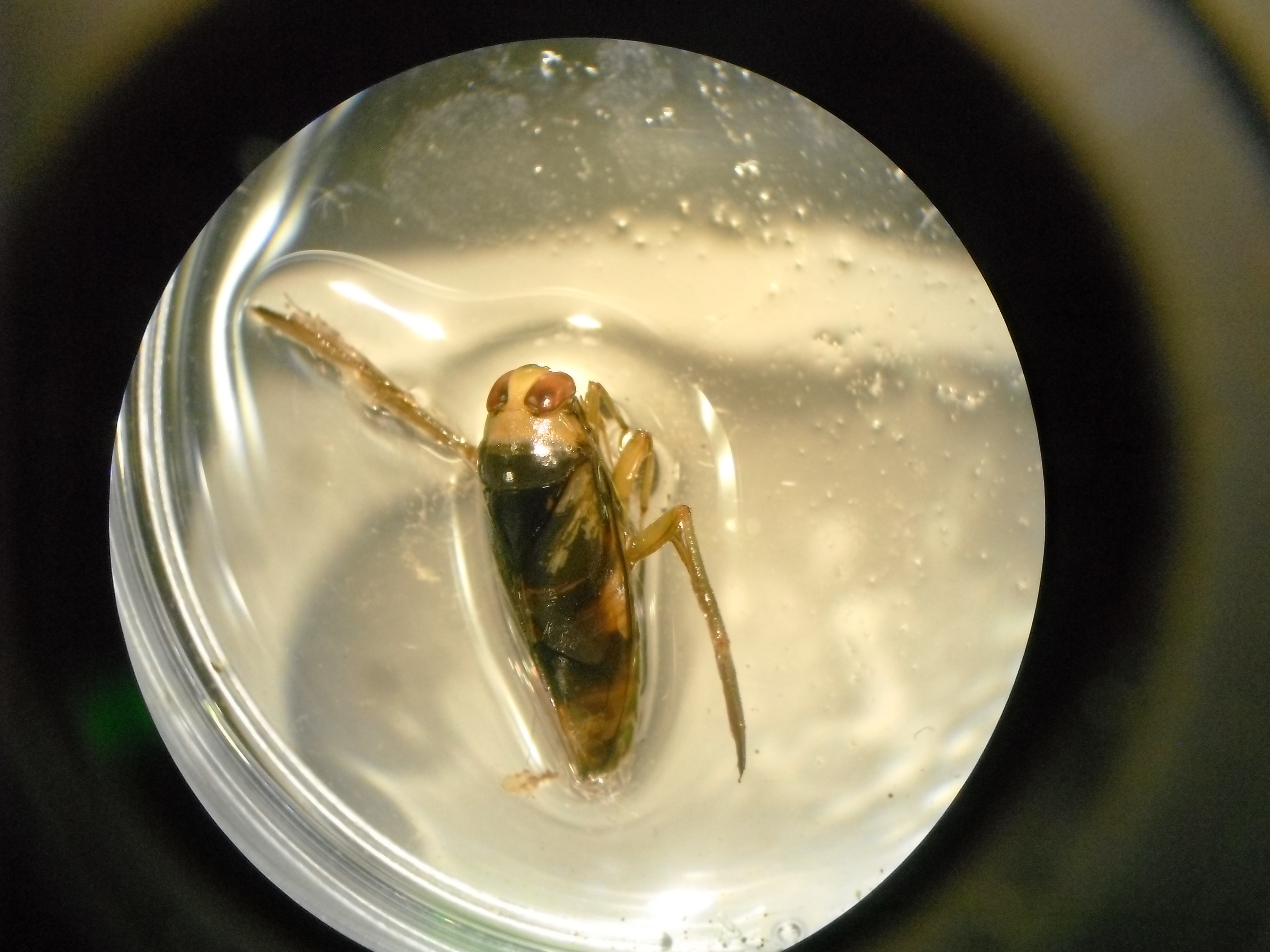